# Trichocerapoda insertans
Trichocerapoda insertans là một loài bướm đêm trong họ Noctuidae.